# Deutscher Funktechnischer Verband
Der Deutsche Funktechnische Verband (D.F.T.V.) war in der Frühzeit des Amateurfunks eine überregionale Vereinigung von Funkamateuren in Deutschland und ein Vorläufer des heutigen Deutschen Amateur-Radio-Clubs (DARC).

## Geschichte

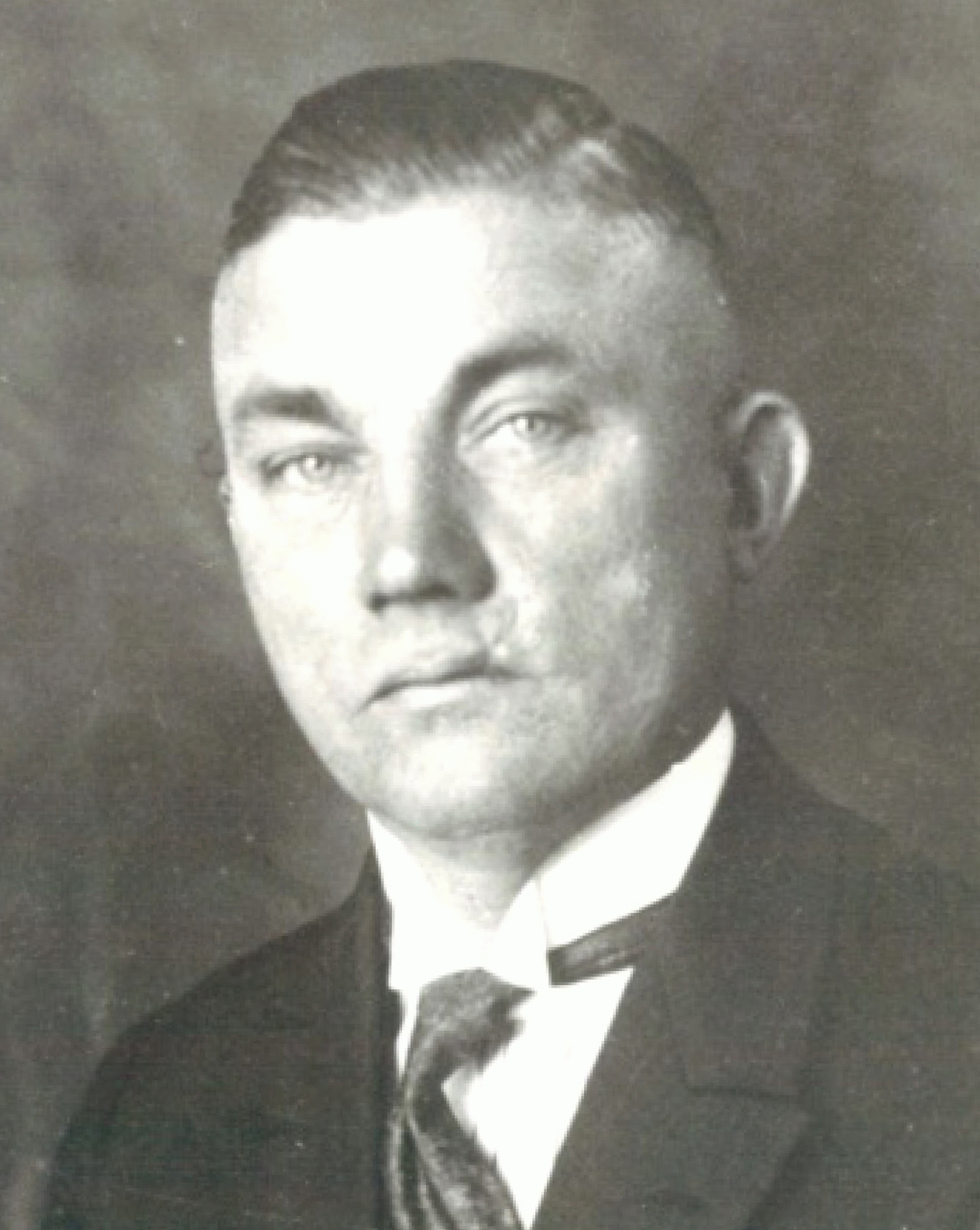
Abraham Esau (Foto um 1930) war der Gründungspräsident des DFTV

Der D.F.T.V. entstand am 28. Juli 1925 durch Zusammenschluss des Deutschen Funkkartells mit dem Funktechnischen Verein. Zum Zeitpunkt der Gründung hatte der Verband über 50.000 Mitglieder.
Erster Präsident wurde Abraham Esau (1884–1955), DE 0200, EK4AAL, deutscher Physiker, Professor für Technische Physik an der Universität Jena und späterer Direktor des dortigen Technisch-Physikalischen Instituts, ein Pionier des Amateurfunks.
Der Verband stellte die erste deutsche Zentralorganisation dieser Art dar, die die Interessen möglichst aller Funkfreunde in ganz Deutschland wahrnahm. Der DFTV wirkte zum Nutzen der frühen Funkamateure, indem er sie gegenüber nationalen Behörden und internationalen Organisationen wirksam vertrat. So setzte er durch, dass die ihnen speziell seit dem Weltfunkvertrag von 1927 zustehenden Amateurfunkbänder von unberechtigt sendenden „Störern“ weitgehend befreit wurden. Ferner förderte er den wissenschaftlich-technischen Fortschritt auf dem Gebiet der Funktechnik, beispielsweise durch experimentelle Untersuchungen und systematische Feststellung der von den damaligen deutschen Rundfunksendern erzeugten Oberwellen.
Unter dem Titel Funk-Bastler erschien ein „Fachblatt des Funktechnischen Vereins zu Berlin und des Süddeutschen Radioclubs München“ mit Nachrichten von und für Funkamateure. Ab dem 1. Oktober 1926 wurde er mit dem Radio-Amateur vereinigt, dem „Organ des Deutschen Radio-Clubs“. Beide gingen auf in einer Wochenzeitschrift unter dem neuen Titel: Funk – Die Zeitschrift des Funkwesens, die bis 1944 erschien.
Am 20. März 1926 wurde ferner der Deutsche Sendedienst (DSD) gegründet, der am 20. März 1927 in Deutscher Amateur-Sende- und Empfangsdienst (DASD) umbenannt wurde. Für DFVT und DASD kam das Ende nach dem verlorenen Zweiten Weltkrieg, während dem Amateurfunk in Deutschland weitgehend verboten war – es gab nur wenige Kriegsfunkgenehmigungen. Dieses Verbot galt in verschärfter Form in den Nachkriegsjahren unter alliierter Besatzung. Erst nach Gründung der Bundesrepublik Deutschland (1949) wurde am 10. September 1950 in Bad Homburg v. d. Höhe der Deutsche Amateur-Radio-Club (DARC) gegründet, der heute viele Funkamateure im Lande vertritt.